# Van Dik Hout
Van Dik Hout (Ван Дик Хаут, нидерландское произношение: [vɐn 'dɪkɦʌut]) — нидерландская рок-группа, одна из самых известных групп, исполняющих песни на нидерландском языке.

## Описание
Большинство участников группы были знакомы друг с другом ещё во время учёбы в одной из средних школ города Ден-Хелдер, где играли вместе в школьной музыкальной группе. Лишь один участник, барабанщик Луи де Вит, присоединился к ним позднее, в 1989 году. В начале 1990-х годов группа сменила своё направление с англоязычной музыки на нидерландскоязычную.
Национальное признание пришло к группе в 1994 году после выхода сингла Stil in mij (Мне спокойно), ставшего большим хитом. В 2002, 2003, 2004 и 2005 годах эта песня неоднократно признавалась разными журналами лучшей песней на нидерландском языке всех времён. Позднее группа выпустила ещё несколько громких хитов и несколько альбомов.
В 1999 году Van Dik Hout вместе с кабаре-дуэтом Акда и де Мюнник выпустили совместный сингл Mijn houten hart (Моё деревянное сердце). Названием их совместного проекта было De Poema’s (Де Пумас, «Пумы»). В 2001 году проект получил новую жизнь, сначала выпустив хит Zij maakt het verschil (Всё дело в ней), а потом и целый альбом Best of De Poema’s. После этого De Poema’s не выпускали ничего нового, но совместные концерты продолжаются до сих пор.

## Название
Название Van Dik Hout переводится как «из толстого дерева». Это является аллюзией на нидерландскую поговорку «Van dikhout zaagt men planken», в переводе означающую «пилить планки из толстых деревьев», что направлено на описание богатых людей, которые тратят своё богатство впустую, в том числе могут пустить толстые брёвна на ненужные планки.
Составное (двухкорневое) слово dikhout «толстая древесина, толстомер» пишется в официальном названии группы в два слова, на английский манер.

## Дуэты
Помимо участия в группе De Poema’s вместе с Акдой и де Мюнником, Van Dik Hout записывали песни вместе с Германом Бродом (Pijn — «Боль») и Гринтен, Кирстен ван дер (Stip aan de hemel — «Пятно в небе»).

## Дискография

### Альбомы
- Van Dik Hout (1994) (Из толстого дерева)
- Vier weken (1995) (Четыре недели)
- Kopstoot van een vlinder (1997) (Мотылёк бьёт головой)
- Ik jou en jij mij (2000) (Ты — мне, я — тебе)
- Het beste van 1994—2001 (2001) (Лучшее 1994—2001)
- Vandaag alleen maar winnaars (2002) (Сегодня только победители)
- Een handvol zonlicht (2004) (Горсть солнечного света)
- Alles waar ik nooit aan begon (2007) (Всё, за что я так и не принялся)
- Live in het Luxor Theater (2008)
- Van Dik Hout 15 Jaar (2009) (Van Dik Hout — 15 лет)
- Leef! (2011) (Живу! или Живи!)
- Alles wat naar boven drijft (2014) (Всё, что всплывает на поверхность)